# Rivellia succincta
Rivellia succincta är en tvåvingeart som beskrevs av Frey 1932. Rivellia succincta ingår i släktet Rivellia och familjen bredmunsflugor. Inga underarter finns listade i Catalogue of Life.